# Jeff Hartwig
Jeff Hartwig (Estados Unidos, 25 de septiembre de 1967) es un atleta estadounidense retirado especializado en la prueba de salto con pértiga, en la que consiguió ser subcampeón mundial en pista cubierta en 1999.

## Carrera deportiva
En el Campeonato Mundial de Atletismo en Pista Cubierta de 1999 ganó la medalla de plata en el salto con pértiga, con un salto por encima de 5.95 metros que fue récord de América, tras el francés Jean Galfione (oro con 6.00 metros) y por delante del alemán Danny Ecker (bronce con 5.85 metros).